# Cú Cherca mac Fáeláin
Pour les articles homonymes, voir Mac Fáeláin.
Cú Cherca mac Fáeláin (mort en 712) est roi d'Osraige dans l'actuel comté de Kilkenny. Il meurt en 712 selon les Annales de Tigernach plutôt qu'en 713 comme le mentionnent les Annales d'Ulster.

## Contexte
Foinnchad ou Cú Cherca est le fils de Fáelán mac Crundmáel († 660), un précédent souverain. La dynastie qui gouverne l'Osraige depuis l'époque de la christianisation de l'Irlande est connue sous le nom de Dál Birn. Il semble avoir succédé à Fáelchar Ua Máele Ódrain et régné de 693 à 712.
Les annales irlandaises ne mentionnent que sa mort. Son fils Anmchad mac Con Cherca (mort vers 761) sera également roi d'Osraige.